# Galaxy Airlines (Japon)

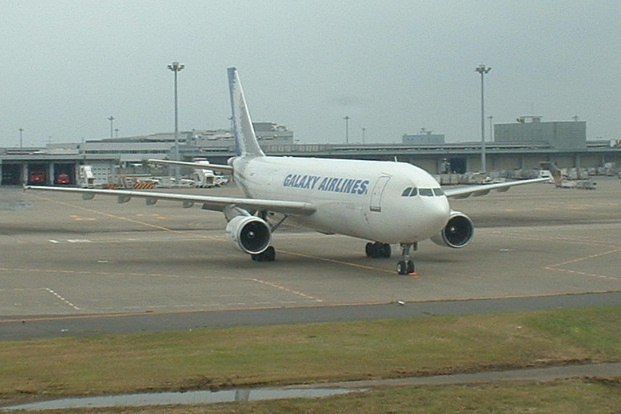
Airbus A300-600R (JA01GX) de Galaxy Airlines Co. Ltd.

Pour les articles homonymes, voir Galaxy Airlines.
Galaxy Airlines Co. Ltd. (ギャラクシーエアラインズ株式会社, Gyarakushī Earainzu Kabushiki-gaisha) était une compagnie aérienne cargo japonaise dont le siège se trouvait dans l’immeuble ARC, à Ōta, Tokyo. Elle assurait des services de fret intérieur. Sa base principale était l'aéroport international de Tokyo (Haneda).

## Histoire
La compagnie a été fondée le 17 mai 2005. La demande d'autorisation d’exploitation a été déposée auprès du ministère du Territoire, des Infrastructures, des Transports et du Tourisme (MLIT) en février 2006. L’autorisation d'opérer a été accordée en septembre 2006.
Les opérations ont débuté le 31 octobre 2006, avec des vols entre l'aéroport international de Tokyo, l'aéroport de Naha à Okinawa et le nouvel aéroport de Kitakyushu sur l’île de Kyūshū. En décembre 2006, un second avion, un Airbus A300-600F, a été reçu. Il a commencé ses services le 3 avril 2007 entre Tokyo, l'aéroport international du Kansai à Osaka et le Nouvel aéroport de Chitose à Hokkaidō. L’entreprise comptait 122 employés en mars 2007.
Auparavant, le siège social de la société était situé à Chiyoda, Tokyo.
Galaxy Airlines appartenait à Sagawa Express (en) (à 90 %) et à Japan Airlines (à 10 %) et comptait 122 employés en mars 2007.
La compagnie aérienne a cessé ses activités en octobre 2008.

## Destinations
En octobre 2008, Galaxy Airlines desservait les routes entre les aéroports de New Chitose (Hokkaidō), Haneda (Tokyo), Kansai (préfecture d'Osaka), New Kitakyūshū (préfecture de Fukuoka) et Naha (Okinawa).

## Flotte
En octobre 2008, la flotte de Galaxy Airlines comprenait :
- 2 Airbus A300-600R Freighter (les deux appareils ont été mis en vente après l’arrêt des opérations en octobre 2008)